# جمهوری لیگوریا
جمهوری لیگوریا (در ایتالیایی: Repubblica Ligure، در لیگوری:Repubbrica Ligure) یا جمهوری لیگورین (به فرانسوی: République ligurienne) یکی از جمهوری‌های خواهر فرانسه بود که به دست ناپلئون بناپارت در ۱۴ ژوئن ۱۷۹۷ میلادی تشکیل شد. این جمهوری جدید جایگزین جمهوری جنوا می‌شد و قلمرو آن در حدود لیگوریای کنونی در ایتالیا به اضافهٔ بخشی از اراضی دودمان ساوی بود. این جمهوری تا ژوئن ۱۸۰۵ که جنوا ضمیمهٔ امپراتوری اول فرانسه شد، برقرار ماند.